# Sonic The Hedgehog 3 & Knuckles
Sonic the Hedgehog 3 & Knuckles (ソニック·ザ·ヘッジホッグ3&ナックルズ, Sonikku za Hejjihoggu Suri & Nakkuruzu) é um jogo que reúne elementos de Sonic The Hedgehog 3 e Sonic & Knuckles, lançado pela Sega em 1994.
A divisão do jogo em 2, com alguns incrementos em Sonic & Knuckles, seria uma jogada estratégica de marketing, pois assim Sonic & Knuckles pôde vir com a tecnologia Lock-On, possibilitando o surgimento de novos jogos. Logo, o Sonic 3 foi cortado ao meio e dividido e acrescentado ao Sonic & Knuckles.

## História
No final de Sonic the Hedgehog 2, o vilão Dr. Eggman teve seu Death Egg abatido da órbita pelos heróis, Sonic the Hedgehog e seu companheiro Miles "Tails" Prower. Não tendo sido completamente destruído, afinal, o Death Egg caiu na Angel Island. A ilha tem propriedades especiais - como a capacidade de flutuar - devido à joia chamada Master Emerald. Quando o Dr. Eggman vê a Master Emerald, uma joia todo-poderosa que é base dos poderes das Chaos Emeralds, ele tenta roubá-la para consertar seu Death Egg. É claro que Sonic e Tails tem que colocar um fim a este plano, coletando as Chaos Emeralds como antes. Infelizmente, o Dr.Eggman enganou o guardião da Master Emerald, um equidna chamado Knuckles, a pensar que Sonic e Tails que são os ladrões, então faz de tudo para detê-los. Mas depois que Knuckles soube que Eggman era o vilão, ele ajuda Sonic a ir para a Sky Sanctuary onde encontra mais uma das suas cópias mecânicas, o Mecha Sonic. Depois que ele derrota Mecha Sonic o Sky Sanctuary cai e ele e Tails correndo a mil vão ao Death Egg reconstruído. Depois que Sonic derrota Dr. Eggman em sua fortaleza, o Death Egg explode e Tails cai na Terra e com o tornado ele vai ao céu para salvar seu amigo. Enquanto isso, Super Sonic(ou Hyper Sonic) está em Doomsday Zone atrás de Dr. Eggman que fugiu com a Master Emerald. Ao derrotá-lo, Sonic com a ajuda de Tails no tornado, levam a Master Emerald para seu lar, a Angel Island, que voltou a flutuar.

## Personagens e habilidades
Sonic: Com o Flame Shield, o jogador é impulsionado para frente, e tem imunidade contra ataques de fogo. Com o Water Shield, Sonic fica quicando no chão, e tem a habilidade de respirar debaixo d'água. O Lightning permite um pulo Duplo, e que todos as argolas por perto sejam atraídos para o Sonic. Sem nenhum escudo, cria uma barreira que permanece por cerca de um segundo que aumenta sua área de ataque.
Tails: Nesse jogo, também se pode controlar o voo de Tails, podendo até fazer Tails nadar. Com Super Tails ele tem a ajuda de alguns Flickies, e voa mais alto e rápido.
Knuckles: Ele possui o pulo e o Spindash e pode planar e escalar paredes. No Hyper Knuckles, quando planar por uma certa distância provoca um terremoto que destrói todos os robôs no seu caminho.

## Competição
Em Sonic 3 & Knuckles existe um modo para dois jogadores enfrentarem, o Competition. São 5 fases curtas que não existem no jogo, de velocidade, onde o vencedor é quem completa 5 voltas na fase primeiro. Existem 3 submenus: GrandPrix, MatchRace e Time Attack. Em GrandPrix os jogadores jogam todas as fases, Match Race é apenas uma corrida em uma fase e Time Attack, onde se deve terminar a fase no menor tempo possível, apenas para um jogador. Knuckles também está disponível para jogar nesse modo.
As fases existentes são:
- Azure Lake (Lago Azulado)
- Balloon Park (Parque do Balão)
- Chrome Gadget (Engrenagem Croma)
- Desert Palace (Palácio do Deserto)
- Endless Mine (Mina Sem fim)

## Trilha Sonora
Há indícios de que a SEGA havia contratado o astro pop Michael Jackson para compor as músicas do jogo. Primeiro, o aparecimento de um jogo tendo Jackson como personagem principal, o que comprovara que ele realmente tinha um acordo com a empresa. Depois, a incrível semelhança entre músicas do game e músicas lançadas por Michael nessa época.
A música da fase Carnival Night possui acordes e melodia parecida com a de Jam, do álbum de 1991 Dangerous. A de Ice Cap, por sua vez, se jogada em um ritmo mais lento, se assemelha a Who Is It, também de Dangerous. A dos créditos finais do Sonic 3 ou a música 26 do Sound Test, por fim, é muito parecida com Stranger In Moscow, do álbum/coletânea de 1995 HIStory. Ainda, no jogo, é possível identificar alguns dos famosos "woow" do cantor na música-tema dos chefes do primeiro ato, e um fundo vocal de Michael na música de Launch Base.
A razão da saída de Michael Jackson do projeto, segundo a teoria, seriam as falsas acusações de pedofilia sofridas pelo cantor, no final de 1993.
Entretanto, de acordo com uma mensagem no site VGMdb, citando a revista francesa Black & White, o compositor Brad Buxer confirmou que Michael Jackson trabalhou na trilha sonora de "Sonic the Hedgehog".
"Eu nunca joguei o jogo, então não sei quais trilhas feitas por Michael e eu os desenvolvedores mantiveram, mas compusemos músicas para o game", afirma Buxer, que é um dos compositores creditados no game.
"Michael me chamou na época para ajudá-lo nesse projeto, e foi o que fiz. E se ele não foi creditado por ter composto a música, é porque ele não estava feliz com o som que vinha do console. Naquela época, os consoles de games não permitiam uma reprodução ideal do som, e Michael achou isso frustrante. Ele não queria ser associado a um produto que desvalorizasse sua música", conta.

## Hyper Formas
Além de ser considerado pela maioria dos fãs como o melhor jogo da era clássica, o outro motivo da fama de Sonic 3 & Knuckles são as suas Hyper transformações, que são um extra para o jogo já que em Sonic 3 e em Sonic & Knuckles o jogador tinha os special stages e a possibilidade de se transformar. Quando desenvolveram o sistema Lock on, não sabiam o que fazer com os special stages do Sonic & Knuckles e acharam um desperdício simplesmente deletadas do jogo. O jeito seria o jogador perder as esmeraldas novamente (o que não seria nada divertido pra quem está jogando) ou criar uma nova transformação. Assim foram criados as transformações Hyper Sonic que é duas vezes mais rápido que o Super Sonic, não se afoga, tem pulo duplo que dá um flash e destrói todos os inimigos da tela, Álem de mudar entre varias cores e ter 3 sombras que aparecem quando jogador começa a correr (as sombras do hyper sonic foram referenciadas em sonic mania, mas com o Super sonic normal). O Hyper Knuckles que tem sombras e velocidade acelerada em relação a forma anterior, mas pode se afogar e sua habilidade exclusiva que é o terremoto que consistem planar na parede com uma certa distancia, que faz um pequeno terremoto na tela e destrói todos os inimigos da tela. E o Super Tails que além de ser a primeira transformação de Tails na franquia, é a mais curiosa de todas já que dessa vez ele conta com 4 flickies que atingiram a super forma e batem em inimigos, sendo muito úteis (os super flickies provavelmente são uma referencia ao bug de cores que da quando o jogador se transforma, e determinado flickie que foi solto do badnik destruído que tem a mesma cor do personagem também fique da cor da sua super transformação).

## Fases do jogo
Ao todo, Sonic 3 and Knuckles possui 14 fases, com estágios bonus, podendo ser acessados através de um Star Post, com 50 argolas ou mais, e com estágios especiais, podendo ser acessados por meio de uma grande argola que pode ser encontrada em diversos cantos das fases.
- Angel Island Zone
- Hidrocity Zone
- Marble Garden Zone
- Carnival Night Zone
- Ice Cap Zone
- Launch Base Zone
- Mushroom Hill Zone
- Flying Battery Zone
- Sandopolis Zone
- Lava Reef Zone
- Hidden Palace Zone
- Sky Sanctuary Zone
- Death Egg Zone
- The Doomsday

### Estágios especiais
São estágios onde é possível conseguir uma esmeralda do caos, ou uma super esmeralda, dependendo do seu atual lugar na história. Você precisa coletar todas as esferas azuis, evitando as esferas vermelhas, que podem te fazer sair do estágio especial. Ao coletar todas, você adquire uma esmeralda/super esmeralda.

### Estágios bonus
São estágios onde é possível conseguir mais argolas. O jogo possui 3 desses, com cada um tendo suas próprias mecânicas.
- Gumball Machine
- Slot Machine Stage
- Glowing Sphere Stage